# Mikio Oda Memorial Athletics Meet 2021
Das Mikio Oda Memorial Athletics Meet 2021 war eine Leichtathletik-Veranstaltung die am 29. April 2021 im Mazda Zoom-Zoom Stadium in Hiroshima stattfand. Es war die Teil der World Athletics Continental Tour und zählt zu den Bronze-Meetings, der dritthöchsten Kategorie dieser Leichtathletik-Serie. Es war dies die erste Station der Tour in Asien im Jahr 2021.

## Resultate

### Männer

#### 100 m
| Platz | Athlet          | Land | Zeit (s) |
| ----- | --------------- | ---- | -------- |
| 1     | Ryōta Yamagata  | JPN  | 10,14 SB |
| 2     | Yūki Koike      | JPN  | 10,26 SB |
| 3     | Yoshihide Kiryū | JPN  | 10,30 SB |
| 4     | Shūhei Tada     | JPN  | 10,32 SB |
| 5     | Taishi Endō     | JPN  | 10,52    |
| 6     | Jun Yamashita   | JPN  | 10,54    |
| 7     | Hiroaki Yabashi | JPN  | 10,62    |
| 8     | Reona Miura     | JPN  | 10,65    |

Wind: +0,1 m/s

#### 3000 m
| Platz | Athlet             | Land | Zeit (min) |
| ----- | ------------------ | ---- | ---------- |
| 1     | Keisuke Morita     | JPN  | 7:53,01 PB |
| 2     | Kazuki Kawamura    | JPN  | 7:53,95 PB |
| 3     | Daichi Takeuchi    | JPN  | 7:55,45 SB |
| 4     | Koki Takada        | JPN  | 7:56,23 PB |
| 5     | Hideyuki Tanaka    | JPN  | 7:56,71 SB |
| 6     | Jinnosuke Matumura | JPN  | 7:57,95 PB |
| 7     | Ryūto Urushibata   | JPN  | 8:01,74 PB |
| 8     | Evans Kiptum       | KEN  | 8:03,52 SB |
| 9     | Takashi Namba      | JPN  | 8:04,56 PB |
| 10    | Shumpei Tomita     | JPN  | 8:05,15 PB |

#### 110 m Hürden
| Platz | Athlet           | Land | Zeit (s) |
| ----- | ---------------- | ---- | -------- |
| 1     | Taiō Kanai       | JPN  | 13,13 NR |
| 2     | Shunsuke Izumiya | JPN  | 13,33 PB |
| 3     | Shuhei Ishikawa  | JPN  | 13,44 SB |
| 4     | Rachid Muratake  | JPN  | 13,53 PB |
| 5     | Ryō Tokuoka      | JPN  | 13,67    |
| 6     | Taiga Yokochi    | JPN  | 13,68 SB |
| 7     | Hideki Omuro     | JPN  | 13,75 SB |
| 8     | Ryōta Fujii      | JPN  | 13,84 SB |

Wind: +1,7 m/s

#### 3000 m Hindernis
| Platz | Athlet            | Land | Zeit (min) |
| ----- | ----------------- | ---- | ---------- |
| 1     | Philemon Ruto     | KEN  | 8:25,13 SB |
| 2     | Ryuji Miura       | JPN  | 8:25,31 SB |
| 3     | Kōsei Yamaguchi   | JPN  | 8:26,52 SB |
| 4     | Kazuya Shiojiri   | JPN  | 8:29,50 SB |
| 5     | Ryōhei Sakaguchi  | JPN  | 8:30,08 SB |
| 6     | Ryōma Aoki        | JPN  | 8:30,41 SB |
| 7     | Hibiki Obara      | JPN  | 8:40,38 PB |
| 8     | Aoi Matsumoto     | JPN  | 8:43,37 SB |
| 9     | Hironori Tsuetaki | JPN  | 8:45,39 SB |
| 10    | Waku Morotomi     | JPN  | 8:45,74 PB |
| 11    | Kento Uchida      | JPN  | 8:47,79 PB |
| 12    | Yasunari Kusu     | JPN  | 8:51,82 SB |
| 13    | Naoyuki Jin       | JPN  | 8:56,82    |
| 14    | Yūsuke Uchikoshi  | JPN  | 9:22,99 SB |
| 15    | Minato Yamashita  | JPN  | 9:26,09 SB |

#### Stabhochsprung
| Platz            | Athlet           | Land | Höhe (m) |
| ---------------- | ---------------- | ---- | -------- |
| 1                | Kōsei Takekawa   | JPN  | 5,45 SB  |
| 2                | Shingo Sawa      | JPN  | 5,35 SB  |
| 3                | Keita Shigeto    | JPN  | 5,20     |
| 4                | Masaki Ejima     | JPN  | 5,20 SB  |
| 4                | Kazuya Ishibashi | JPN  | 5,20 SB  |
| 6                | Koki Kuruma      | JPN  | 5,20 SB  |
| 7                | Yōsuke Ōsaki     | JPN  | 5,00     |
| 7                | Tomoki Yamamoto  | JPN  | 5,00 SB  |
|                  | Seito Yamamoto   | JPN  | NH       |
| Takumi Kobayashi | JPN              | NH   |          |
| Daichi Sawano    | JPN              | NH   |          |
| Takuma Ishikawa  | JPN              | NH   |          |
| Keita Shigeto    | JPN              | NH   |          |

#### Weitsprung
| Platz | Athletin          | Land | Weite (m) |
| ----- | ----------------- | ---- | --------- |
| 1     | Daiki Oda         | JPN  | 7,98 w    |
| 2     | Yūki Hashioka     | JPN  | 7,97 SB   |
| 3     | Tenju Togawa      | JPN  | 7,76 w    |
| 4     | Hibiki Tsuha      | JPN  | 7,60 w    |
| 5     | Riku Ito          | JPN  | 7,57      |
| 6     | Hiromichi Yoshida | JPN  | 7,53 SB   |
| 7     | Yūto Toriumi      | JPN  | 7,46      |
| 8     | Shōtarō Shiroyama | JPN  | 7,42 SB   |
| 9     | Natuki Mainaga    | JPN  | 7,39 w    |
| 10    | Kakeru Komori     | JPN  | 7,37 SB   |
| 11    | Hiroyuki Fukasawa | JPN  | 7,28 w    |
| 12    | Yūto Adachi       | JPN  | 7,27 SB   |
|       | Natsuki Yamakawa  | JPN  | NM        |

#### Dreisprung
| Platz | Athletin        | Land | Weite (m) |
| ----- | --------------- | ---- | --------- |
| 1     | Riku Ito        | JPN  | 16,15 SB  |
| 2     | Yūki Yamashita  | JPN  | 16,11 SB  |
| 3     | Yuta Takenouchi | JPN  | 15,68 SB  |
| 4     | Kōhei Nakayama  | JPN  | 15,67 SB  |
| 5     | Seiya Tonai     | JPN  | 15,56 SB  |
| 6     | Yūto Adachi     | JPN  | 15,47 SB  |
| 7     | Kōhei Yamashita | JPN  | 15,34 SB  |
| 8     | Mutsuki Harada  | JPN  | 15,21 SB  |
| 9     | Kazuki Tashiro  | JPN  | 15,03 SB  |
| 10    | Taiga Oda       | JPN  | 14,75 SB  |
| 11    | Yuta Saito      | JPN  | 14,54 PB  |
| 12    | Ryōma Yamamoto  | JPN  | 13,95 SB  |

#### Speerwurf
| Platz | Athlet            | Land | Weite (m) |
| ----- | ----------------- | ---- | --------- |
| 1     | Takuto Kominami   | JPN  | 82,52 PB  |
| 2     | Genki Dean        | JPN  | 80,17     |
| 3     | Gen Naganuma      | JPN  | 79,49 SB  |
| 4     | Kenji Ogura       | JPN  | 79,30 SB  |
| 5     | Kohei Hasegawa    | JPN  | 75,67 SB  |
| 6     | Fumihito Suzuki   | JPN  | 74,00     |
| 7     | Yuta Sakiyama     | JPN  | 73,99 SB  |
| 8     | Tatsuya Sakamoto  | JPN  | 71,62 SB  |
| 9     | Ryosuke Kemei     | JPN  | 70,11 SB  |
| 10    | Kennosuke Sougawa | JPN  | 68,45     |
| 11    | Kazunori Yagi     | JPN  | 66,30 SB  |

### Frauen

#### 100 m
| Platz | Athlet          | Land | Zeit (s) |
| ----- | --------------- | ---- | -------- |
| 1     | Arisa Kimishima | JPN  | 11,64 PB |
| 2     | Aiko Iki        | JPN  | 11,68 SB |
| 3     | Chiaki Nagura   | JPN  | 11,72 SB |
| 4     | Midori Mikase   | JPN  | 11,81 SB |
| 5     | Miu Kurasige    | JPN  | 11,82 PB |
| 6     | Sayumi Yoshida  | JPN  | 11,85 SB |
| 7     | Ichiko Iki      | JPN  | 11,87 SB |
| 8     | Ryoko Sumi      | JPN  | 11,92 SB |

Wind: +0,9 m/s

#### 5000 m
| Platz | Athlet            | Land | Zeit (min) |
| ----- | ----------------- | ---- | ---------- |
| 1     | Teresia Gateri    | KEN  | 15:06,76   |
| 2     | Naomi Mussoni     | KEN  | 15:08,07   |
| 3     | Nozomi Tanaka     | JPN  | 15:11,82   |
| 4     | Cynthia Baire     | KEN  | 15:13,84   |
| 5     | Joan Chepkemoi    | KEN  | 15:19,36   |
| 6     | Esther Wambui     | KEN  | 15:24,67   |
| 7     | Kaede Hagitani    | JPN  | 15:27,44   |
| 8     | Agnes Mwikali     | KEN  | 15:32,29   |
| 9     | Kasumi Nishihara  | JPN  | 15:49,43   |
| 10    | Akane Yabushita   | JPN  | 15:50,10   |
| 11    | Misaki Tanabe     | JPN  | 15:51,24   |
| 12    | Ayari Harada      | JPN  | 15:52,35   |
| 13    | Chika Kosakai     | JPN  | 15:52,45   |
| 14    | Azusa Mihara      | JPN  | 15:52,69   |
| 15    | Yukari Abe        | JPN  | 15:52,94   |
| 16    | Yuka Komatsu      | JPN  | 15:55,10   |
| 17    | Hellen Lobun      | KEN  | 15:56,21   |
| 18    | Honoka Yuzawa     | JPN  | 15:58,02   |
| 19    | Miyaka Sugata     | JPN  | 16:05,74   |
| 20    | Dolphine Omare    | KEN  | 16:09,15   |
| 21    | Minami Yamanouchi | JPN  | 16:12,34   |
| 22    | Natsuki Sekiya    | JPN  | 16:12,93   |
| 23    | Martha Mokaya     | KEN  | 16:17,79   |
| 24    | Madoka Kurokawa   | JPN  | 16:21,92   |
| 25    | Yūki Nakamura     | JPN  | 16:26,21   |
| 26    | Rebecca Mwangi    | KEN  | 16:46,10   |
| 28    | Mizuho Yamaga     | JPN  | 16:54,84   |
| 28    | Rui Aoyama        | JPN  | 17:04,60   |

#### 100 m Hürden
| Platz | Athlet         | Land | Zeit (s)  |
| ----- | -------------- | ---- | --------- |
| 1     | Asuka Terada   | JPN  | 12,96 NR  |
| 2     | Miho Suzuki    | JPN  | 13,22 SB  |
| 3     | Yuri Okubo     | JPN  | 13,31 PB  |
| 4     | Masumi Aoki    | JPN  | 13,34     |
| 5     | Hitomi Shimura | JPN  | 13,37 SB  |
| 6     | Mao Shimano    | JPN  | 13,40     |
| 7     | Maya Takeuchi  | JPN  | 13,52 =PB |
| 8     | Hikari Tanaka  | JPN  | 13,55 SB  |

Wind: +1,6 m/s

#### 3000 m Hindernis
| Platz | Athlet           | Land | Zeit (min)  |
| ----- | ---------------- | ---- | ----------- |
| 1     | Reimi Yoshimura  | JPN  | 09:51,47 SB |
| 2     | Yuno Yamanaka    | JPN  | 09:53,00 SB |
| 3     | Yukari Ishizawa  | JPN  | 10:05,20 SB |
| 4     | Manami Nishiyama | JPN  | 10:09,23    |
| 5     | Soyoka Segawa    | JPN  | 10:11,30 SB |
| 6     | Yumi Yoshikawa   | JPN  | 10:14,53 SB |
| 7     | Yuzu Nishide     | JPN  | 10:18,50 SB |
| 8     | Chikako Mori     | JPN  | 10:19,74 SB |
| 9     | Kaede Oya        | JPN  | 10:21,37 PB |
| 10    | Ayaka Koike      | JPN  | 10:27,60 SB |
| 11    | Yuki Akiyama     | JPN  | 10:37,21 SB |

#### Hochsprung
| Platz           | Athletin         | Land | Höhe (m) |
| --------------- | ---------------- | ---- | -------- |
| 1               | Nagisa Takahashi | JPN  | 1,74 SB  |
| 2               | Suzuna Tokumoto  | JPN  | 1,74     |
| 3               | Reina Takeyama   | JPN  | 1,74 SB  |
| 4               | Miyuki Tetsumaru | JPN  | 1,68     |
| 5               | Misaki Kameda    | JPN  | 1,68 SB  |
| 6               | Moe Takeuchi     | JPN  | 1,68 SB  |
| 7               | Yorika Watagawa  | JPN  | 1,65 =SB |
| 7               | Sakura Asai      | JPN  | 1,65 SB  |
| 9               | Yuna Yamaguchi   | JPN  | 1,65 SB  |
|                 | Marin Matsumoto  | JPN  | NH       |
| Sayaka Kawamura | JPN              | NH   |          |
| Haruka Nakano   | JPN              | NH   |          |

#### Kugelstoßen
| Platz | Athletin           | Land | Weite (m) |
| ----- | ------------------ | ---- | --------- |
| 1     | Fumika Ono         | JPN  | 16,04 PB  |
| 2     | Fuyuko Oyamada     | JPN  | 15,46 PB  |
| 3     | Nanaka Kori        | JPN  | 15,33     |
| 4     | Yuka Takahashi     | JPN  | 14,64 SB  |
| 5     | Rika Shindo        | JPN  | 14,61 SB  |
| 6     | Ayu Kubota         | JPN  | 14,19     |
| 7     | Meari Hiroshima    | JPN  | 14,09 SB  |
| 8     | Kotomi Okuyama     | JPN  | 14,04 PB  |
| 9     | Chihiro Matsushita | JPN  | 13,34 SB  |
|       | Honoka Oyama       | JPN  | NM        |

#### Speerwurf
| Platz | Athletin         | Land | Weite (m) |
| ----- | ---------------- | ---- | --------- |
| 1     | Yuka Satō        | JPN  | 61,01 SB  |
| 2     | Sae Takemoto     | JPN  | 57,83 PB  |
| 3     | Mirann Naraoka   | JPN  | 57,25 PB  |
| 4     | Marina Saitō     | JPN  | 56,89 SB  |
| 5     | Osa Mahiro       | JPN  | 56,60     |
| 6     | Mikako Yamashita | JPN  | 56,49 SB  |
| 7     | Momone Ueda      | JPN  | 56,35 SB  |
| 8     | Kihou Kuze       | JPN  | 53,55     |
| 9     | Orie Ushiro      | JPN  | 52,44 SB  |
| 10    | Risa Miyashita   | JPN  | 52,41     |
| 11    | Aoi Murakami     | JPN  | 52,10 SB  |
| 12    | Yūki Yamamoto    | JPN  | 48,55     |